# فكتور غوليفيتش
فكتور فلاديميروفيتش غوليفيتش (بالروسية: Виктор Владимирович Гулевич) (من مواليد 14 مايو 1969) هو جنرال بيلاروسي وهو الرئيس الحالي لهيئة الأركان العامة للقوات المسلحة في بيلاروسيا.